# Glyvrar
Glyvrar est un village des îles Féroé situé dans la commune de Runavík sur l'île d'Eysturoy.
Il est l'un parmi plusieurs villages de l'est de Skalafjørður (fjord) qui ont grandi dans une agglomération de long sur 10 kilomètres.
À Glyvrar, se trouve un musée appelé « Bygdasavnid Forni ». L'église de Glyvrar construite en 1927, a été restaurée en 1981.
De 1903 à 1928, il y avait une école de navigation à Glyvrar dont les diplômés pouvaient devenir capitaines de navire de pêche. 

## Personnalités
Le traducteur de la Bible Victor Danielsen fut enseignant à Glyvrar en 1914.
Hans Jacobsen (1938-2011), également connu sous le nom de Hans á Bakka, entrepreneur féroïen, est né à Glyvrar.